# Vlastivědné muzeum a galerie v Železnici
Vlastivědné muzeum a galerie v Železnici (dříve Místní vlastivědné muzeum Železnice) je muzejní instituce ve městě Železnici (okres Jičín) v Královéhradeckém kraji. Zřizovatelem muzea a galerie je město Železnice.
Muzeum a galerie je členem Asociace muzeí a galerií České republiky (AMG).
Muzeum každoročně organizuje několik kulturních a společenských akcí. Mezi největší patří Muzejní den, Triangl festival a Advent v Železnici.

## Historie

### Počátky muzea
Základy pro vznik muzea dala na počátku 20. století místní inteligence, která v té době pocházela především z řad studentstva. První setkání na téma založení muzea proběhlo v roce 1917 pod vedením studenta Václava Kozáka a učitele Jana Urbana. Nejprve byl založen Muzejní spolek pro Železnici a okolí, který vyzval obyvatele a provedl sběr všeho, co mělo „patinu minulosti“. Tak byl vytvořen první soubor 351 sbírkových předmětů, které byly provizorně uloženy na radnici a následně byly několikrát stěhovány v rámci městečka. Až v roce 1928 byly v objektu radnice vyklizeny čtyři místnosti, kde muzeum začalo svoji činnost.

### První organizované akce

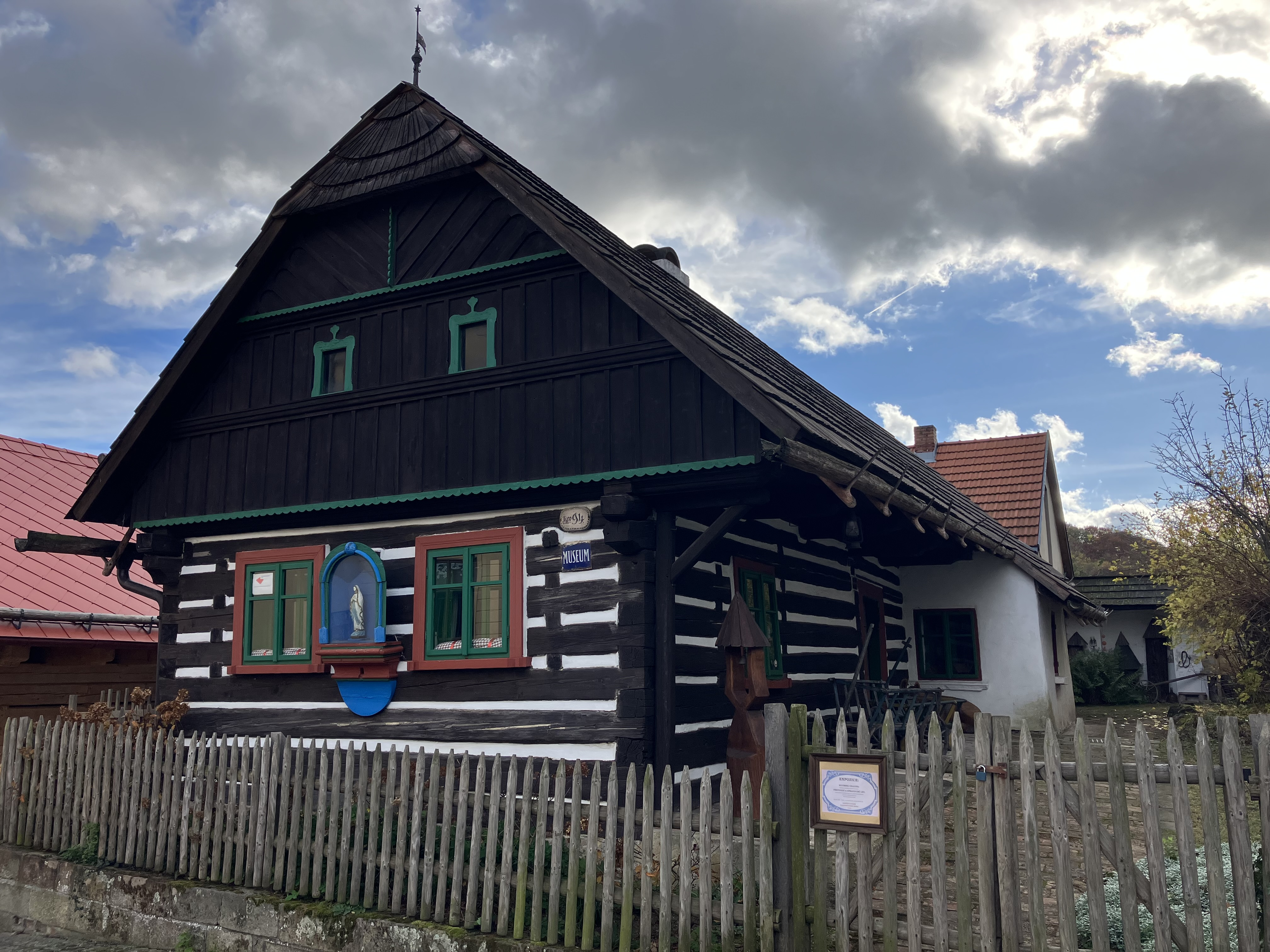
2. budova muzea – roubenka č.p. 94

Muzejní spolek začal organizovat první akce, národopisné výstavy, dožínky, staročeské svatby atd. Od roku 1936 muzejní spolek vedl Václav Kozák, již jako učitel působící v Mladé Boleslavi. V té době muzeum vlastnilo přes 4000 předmětů. V roce 1937 odkázal František Mencl (aktivní člen spolku) velký finanční dar na stavbu či koupi muzejní budovy. V roce 1940 byl zakoupen dům na Muzejním náměstí č.p.181 a sbírky byly přestěhovány. Tyto národovecké snahy špatně nesla německá posádka v Jičíně a všemožně činnost narušovala. Muzeum tak mohlo otevřít v plné kráse až po skončení druhé světové války. V té době měl spolek na 360 členů.

### Muzeum v době socialismu
V roce 1955 byl muzejní spolek zrušen na nátlak komunistického režimu a správa muzea byla uložena Místnímu národnímu výboru. Do sbírek musely být přijímány i ideologické předměty. Václav Kozák v muzeu nadále působil jako správce. Následně organizoval opravu muzejních budov a dopisoval do odborných periodik. V roce 1972 došlo k reorganizaci a muzeum bylo jako pobočka včleněno do Okresního muzea v Jičíně. V roce 1974 umřel učitel Václav Kozák, duše a zakladatel muzea, a velký regionální nadšenec. Muzeum bylo uzavřeno a byla provedena revize muzejních sbírek. Revize byla provedena necitlivě a muzeum bylo na několik let uzavřeno. Poté bylo navráceno zpět Místnímu národnímu výboru v Železnici. Funkce ředitele se v roce 1978 ujal Ladislav Ziebiker a postupně bylo zásadně obnoveno stavebně i funkčně. V roce 1981 byly zpřístupněny všechny místnosti a byly organizovány krátkodobé výstavy na různá regionální témata. Založena byla tradice výstav regionálních výtvarníků. Od roku 1982 má muzeum stálou průvodkyni.

## Současnost
V roce 1990 byl obnoven muzejní spolek (v roce 2016 zrušen) a během roku 1996 byla obnovena fasáda muzea. V letech 2000–2016 byla ředitelkou Nataša Kalousková a byly rozšířeny další expozice. Od roku 2016 je správcem muzea Simona Hrabalová. Od roku 2018 pod novým vedením města, dochází k postupné celkové rekonstrukci budovy muzea a stálých expozic. Od roku 2019 jsou sbírky evidovány v Centrální evidenci sbírek.

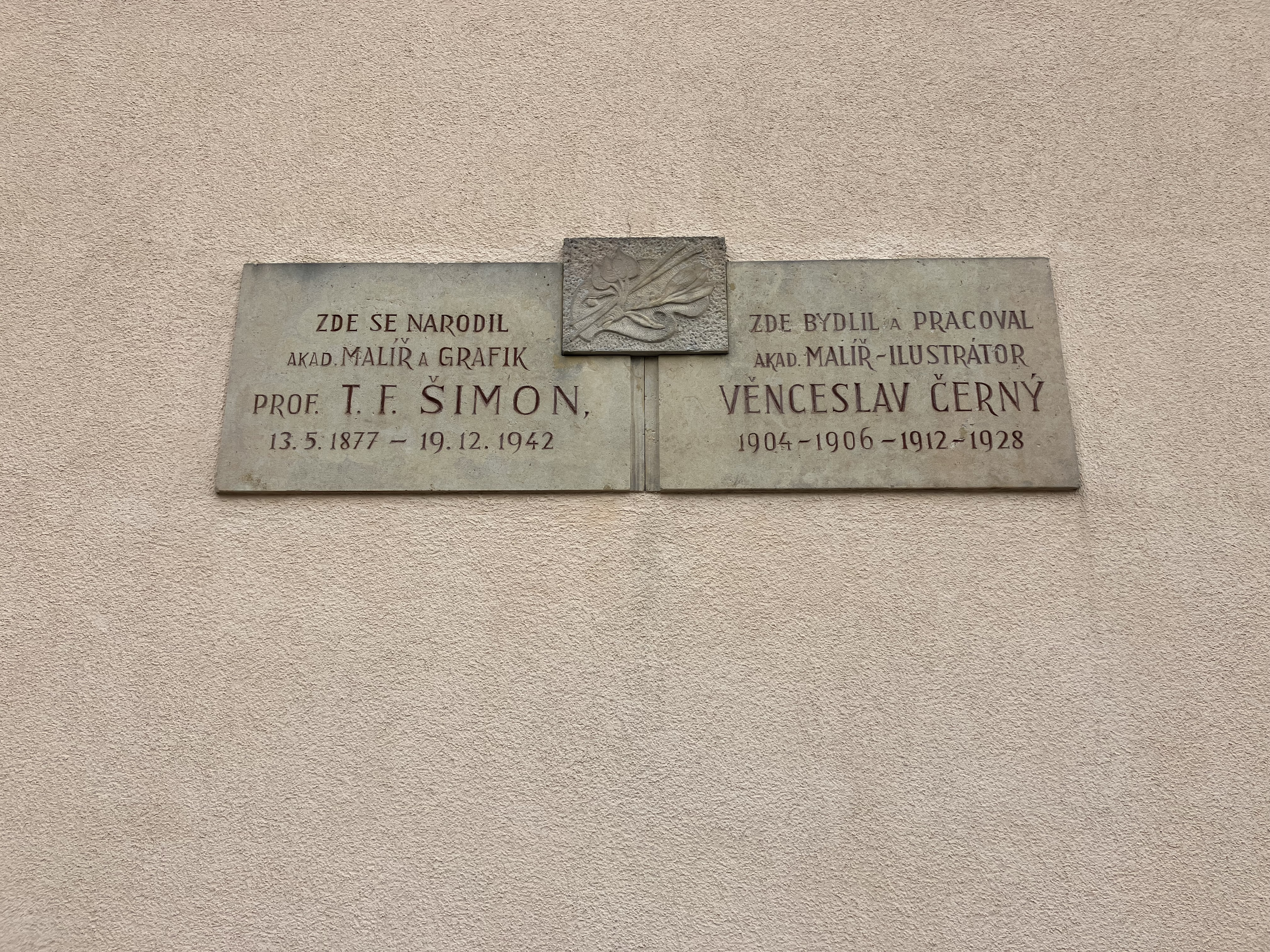
pamětní desky T. F. Šimona a Věnceslava Černého

Muzeum má skoro 10 tisíc sbírkových předmětů a 11 stálých expozic:
- Roubená chalupa z roku 1789
- Cechy v Železnici
- František Zikmund

- Věnceslav Černý

- Antonín Chmelík
- T. F. Šimon
- Kupecký krám
- Válka 1866 (Prusko–⁠⁠⁠⁠⁠⁠rakouská válka)
- Paleontologie a mineralogie
- Školní třída
- archeologie

### Budova muzea
Budova muzea je empírová a pochází z roku 1816.
Kupecký krám je součástí hlavní budovy muzea. Uvnitř je zachovalý původní pult a kupecké regály. V expozici se nachází předměty denní potřeby a řemeslné nástroje z minulého století. Největším lákadlem prohlídky je poslech hry na flašinet, orchestrion a polyfon.
Součástí muzea je i Galerie T. F. Šimona, kde vystavují především regionální výtvarníci.

### Prohlídkové okruhy

#### Prohlídkový okruh 1
Expozice v muzeu a interiér roubené chalupy –⁠⁠⁠⁠⁠⁠ ukázky řemesel –⁠⁠⁠⁠⁠⁠ tkaní na tkalcovském stavu a předení na kolovrátku.

#### Prohlídkový okruh 2
Interiér roubené chalupy a expozice pěstování a zpracování lnu a vlny –⁠⁠⁠⁠⁠⁠ názorná ukázka, interiér roubenky s ukázkou předení a tkaní.

### Návštěvnost
Návštěvnost muzea měla v letech 2020–2024 stoupající tendenci. V roce 2020 navštívilo muzeum 1274 návštěvníků a v roce 2021 to bylo 1297 návštěvníků. Oba dva roky byly ovlivněny omezením kvůli pandemii koronaviru. Výrazný nárůst návštěvnosti započal v roce 2022 (2 363 vstupů) a pokračoval v roce 2023 (3 115 vstupů) i 2024 (4 064 vstupů). Všechna muzea a galerie v rámci Královéhradeckého kraje (kterých je 47) navštívilo v roce 2023 – 411 125 návštěvníků. Návštěvníci Vlastivědného muzea a galerie v Železnici tak tvoří 0,76 % všech návštěvníků muzeí a galerií v Královéhradeckém kraji.
| Rok  | Návštěvnost | Poznámka                          |
| ---- | ----------- | --------------------------------- |
| 2010 | 508         |                                   |
| 2011 | 1 025       |                                   |
| 2012 | 2 050       |                                   |
| 2013 | 1 747       |                                   |
| 2014 | 1 531       |                                   |
| 2015 | 2 011       |                                   |
| 2016 | 2 075       |                                   |
| 2017 | 2 366       |                                   |
| 2018 | 2 044       |                                   |
| 2019 | 2 310       |                                   |
| 2020 | 1 274       | omezení kvůli pandemii koronaviru |
| 2021 | 1 297       | omezení kvůli pandemii koronaviru |
| 2022 | 2 363       |                                   |
| 2023 | 3 155       |                                   |
| 2024 | 4 064       |                                   |